# Jacob Hergenhein
Jacob "Jake" Dana Hergenhein (ur. 5 kwietnia 1990) – kanadyjski zapaśnik w stylu wolnym. Srebrny medalista mistrzostw panamerykańskich w 2012 i brązowy w 2016 roku. Zawodnik Brock University.